# Saropogon castaneicornis
Saropogon castaneicornis là một loài ruồi trong họ Asilidae. Saropogon castaneicornis được Macquart miêu tả năm 1838. Loài này phân bố ở vùng Cổ Bắc giới.